# Solon Irving Bailey
| Odkryte planetoidy: 1 | Odkryte planetoidy: 1 |
| --------------------- | --------------------- |
| (504) Cora            | 30 czerwca 1902       |

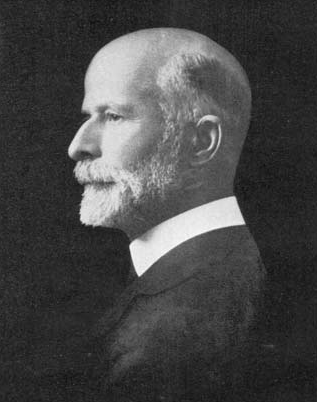
Solon Irving Bailey

Solon Irving Bailey (ur. 29 grudnia 1854 w Lisbon, zm. 5 czerwca 1931 w Norwell) – amerykański astronom.

## Życiorys
Ukończył studia na uniwersytecie w Bostonie. W 1887 rozpoczął pracę w obserwatorium Uniwersytetu Harvarda.
Prowadził badania z zakresu meteorologii w Peru. Brał udział w doborze miejsca lokalizacji obserwatorium w Arequipa. Badał gwiazdy zmienne w gromadach kulistych.